# Залтбоммел
Залтбоммел (нід. Zaltbommel, нід. вимова: [zɑldˈbɔməl] ( прослухати)) — муніципалітет у Нідерландах, у провінції Гелдерланд. Адміністративний центр — однойменне місто.
Сучасного розміру муніципалітет набув 1 січня 1999 року із приєднанням до нього територій колишніх муніципалітетів Бракел та Керквейк.

## Населені пункти муніципалітету

### Міста
- Залтбоммел

### Села
- Алст
- Бракел
- Брюхем
- Гамерен
- Делвейнен
- Зейліхем
- Керквейк
- Недеремерт
- Нювал
- Пудеройєн

### Селища
- Берн
- Де-Рітсхоф

## Топографія
Нідерландська топографічна карта муніципалітету Залтбоммел, вересень 2014

## Визначні мешканці
- Сюзанна Мане (1829—1906) — нідерландська піаністка, одружилася з Едуаром Мане у Залтбоммелі 1863 року[4].

## Галерея

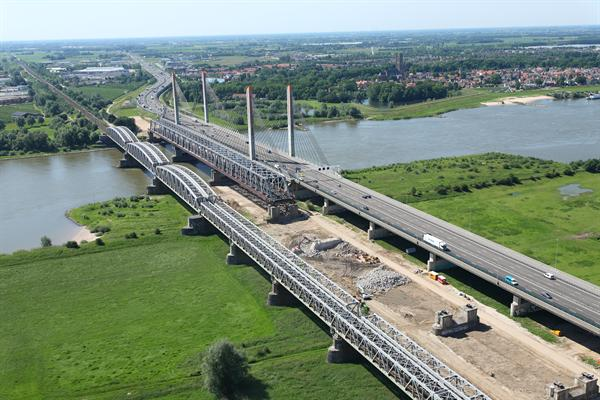
Панорама Залтбоммела праворуч за річкою
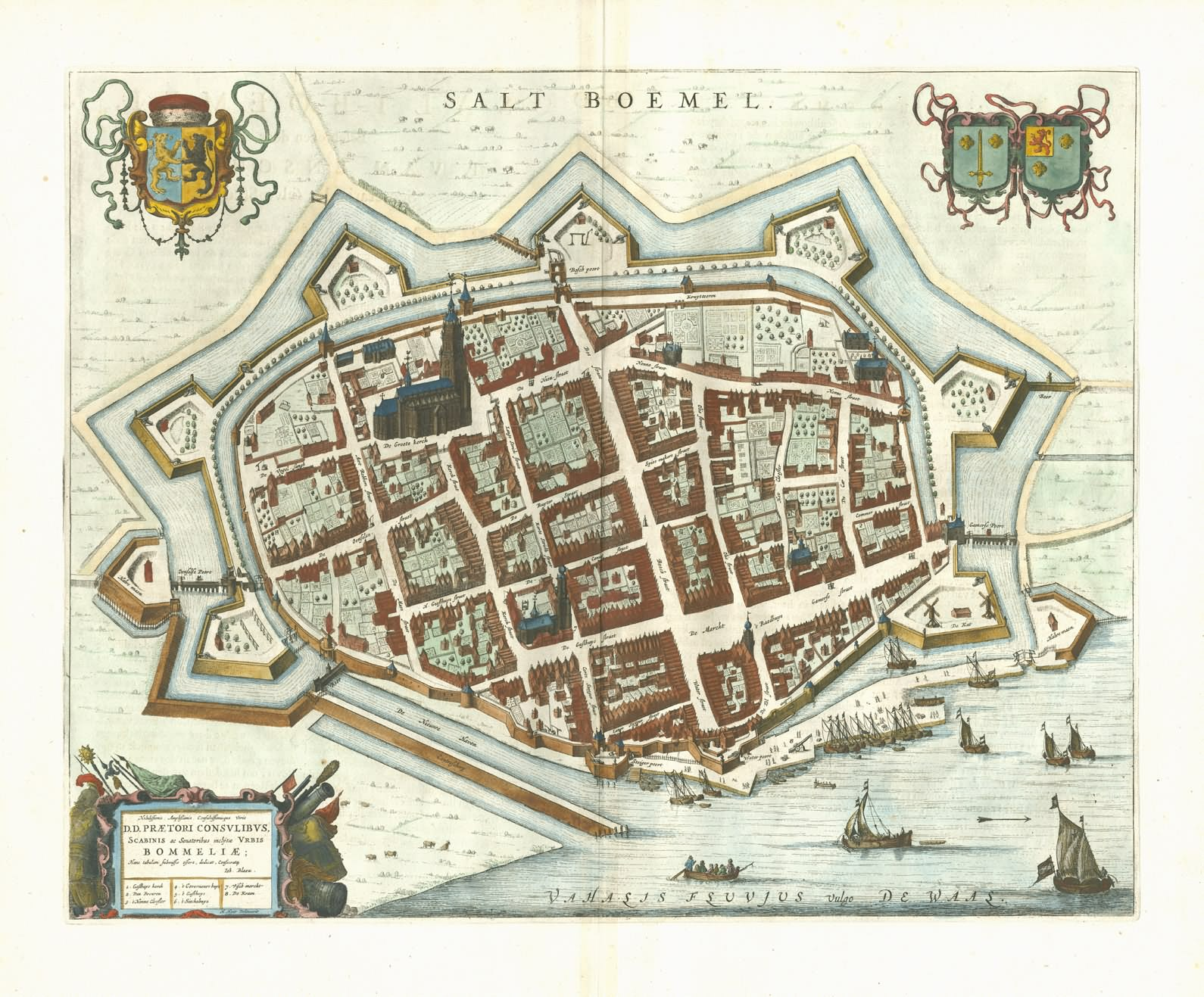
Мапа Залтбоммела 1649 року
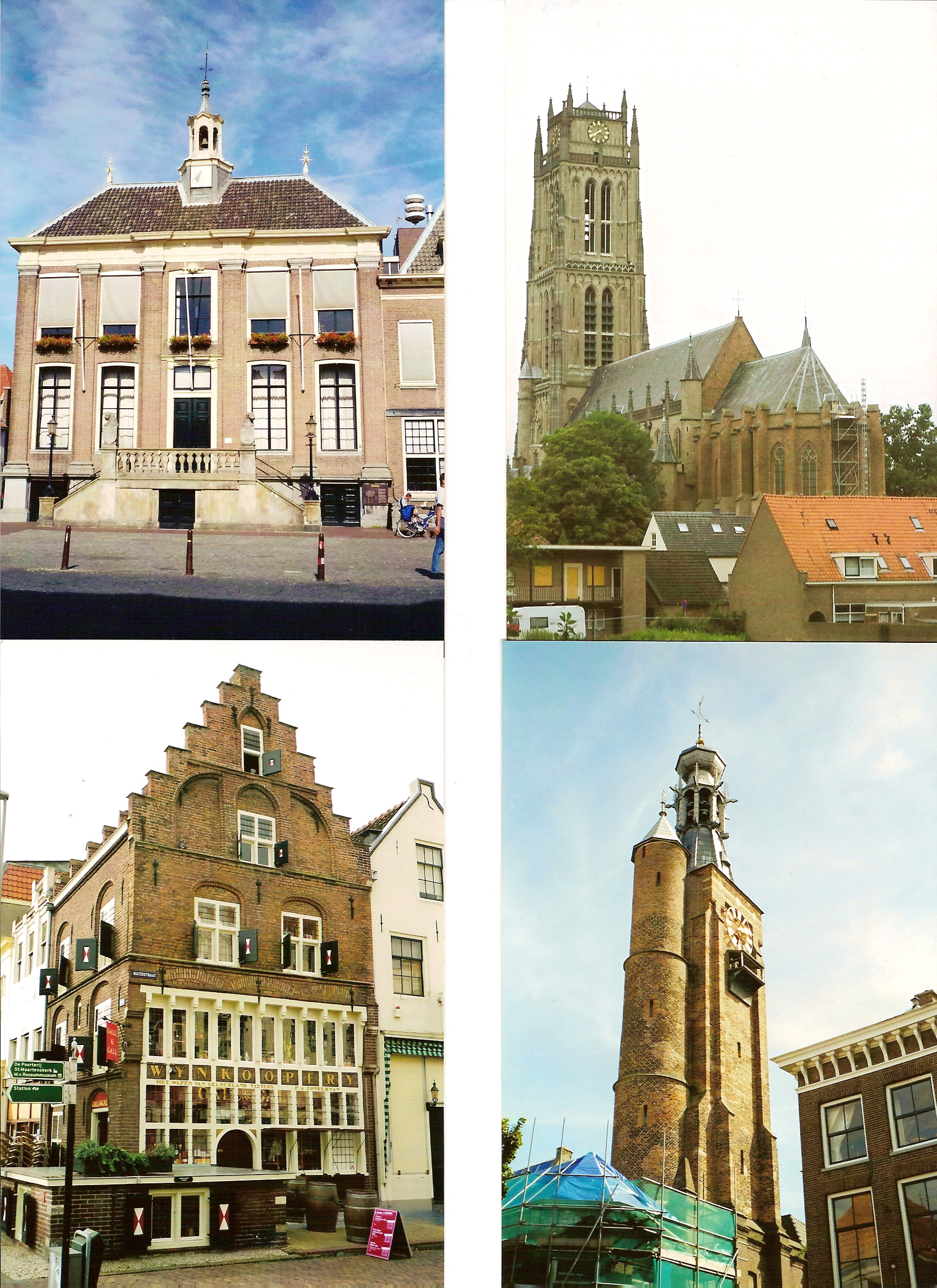
Міська архітектура